# Picross 3D: Round 2
Picross 3D: Round 2 (立体ピクロス, Rittai Picross 2) est un jeu vidéo de puzzle développé par HAL Laboratory et édité par Nintendo, sorti en 2015 sur Nintendo 3DS (disponible en version boîte au Japon et en Europe et sur le Nintendo eShop partout dans le monde).